# Merizocera oryzae
Espèce
Merizocera oryzae est une espèce d'araignées aranéomorphes de la famille des Psilodercidae.

## Distribution
Cette espèce est endémique du Sri Lanka. Elle se rencontre vers Yakkala.

## Description
Le mâle holotype mesure 1,40 mm.

## Publication originale
- Brignoli, 1975 : Araneae: Ochyroceratidae from Ceylon. Spiders of Ceylon II. Entomologica Scandinavica Supplementum, vol. 4, p. 234-239.